# مئبر
المئبر أو المتك (بالفرنسية: Anthère)‏ هو الجزء العلوي من السداة (العضو الذكري في الزهرة). هو جزء منتفخ تتكون بداخله حبوب اللقاح ضمن أكياس طلعية. يحمل المتك على خيط رفيع تتصل نهايته السفلى بالتخت.

رسم يوضح الأجزاء الرئيسية التي تتكون منها الزهرة الناضجة